# Frédéric Selle
Frédéric Selle, né le 13 mars 1957 à Bourg-Dun, est un athlète français, spécialiste du lancer du disque. 
Décédé le 28 octobre 2024 à l'âge de 67 ans. 

## Biographie
Il remporte trois titres de champion de France du lancer du disque, en 1986, 1991 et 1994, ainsi qu'un titre de champion de France en salle du lancer du poids, en 1991

### Palmarès
- Championnats de France d'athlétisme :
  - 3 fois vainqueur du lancer du disque en 1986, 1991 et 1994.
- Championnats de France d'athlétisme en salle :
  - vainqueur du lancer du poids en 1991.

### Records
| Épreuve          | Performance | Lieu  | Date |
| ---------------- | ----------- | ----- | ---- |
| Lancer de disque | 62,96 m     | Saran | 1989 |